# Rozetă gotică

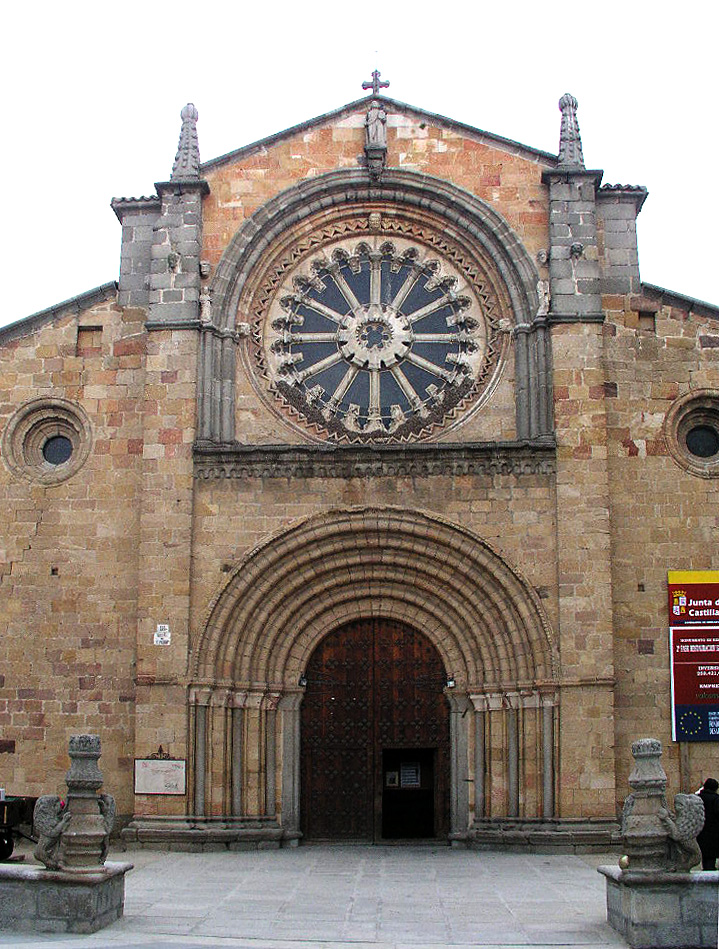
Rozeta de pe faţada bisericii San Pedro, din Ávila de los Caballeros, Spania

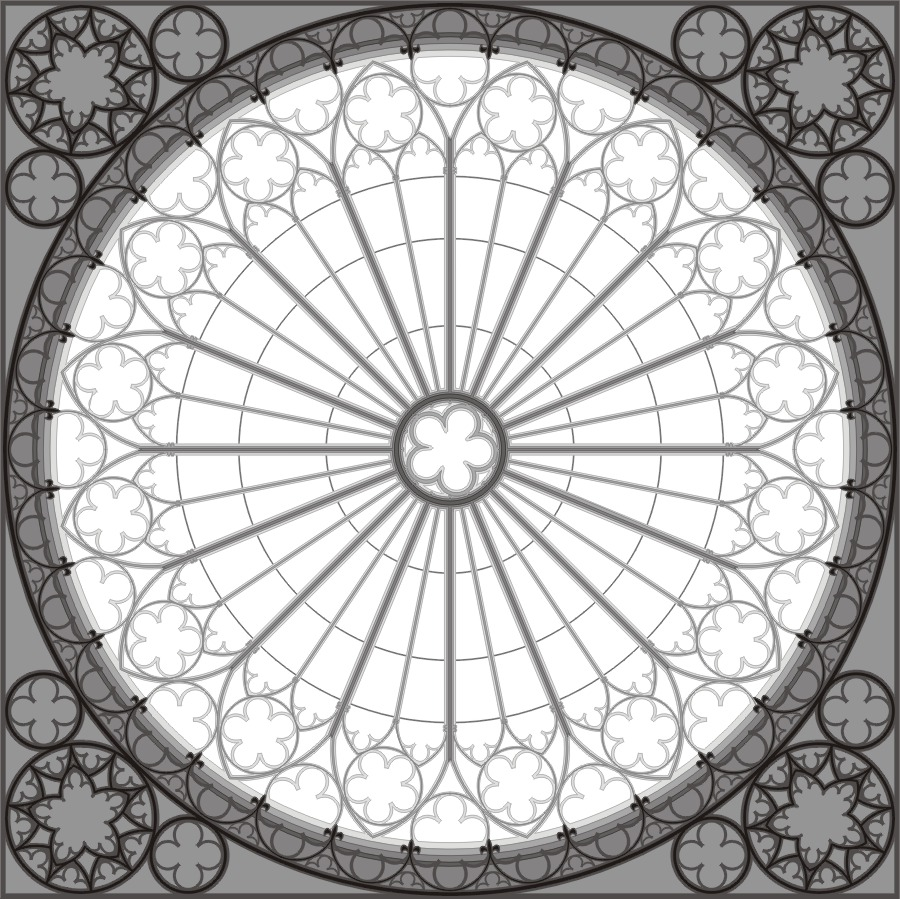

O rozetă gotică este o floare rotundă, stilizată, folosită mai ales în obiectele sculptate în Antichitate. A apărut în Mesopotamia, în anul 2500 I.Ch și a fost folosită în decorarea stelei în Grecia antică.
Ea a fost adoptată mai târziu în Renaștere și a fost frecventă în arta Europei Centrale dar și în India, unde a fost folosită ca model decorativ în arta greco-budistă.